# Gomorra (llibre)
Gomorra - Viaggio nell'impero economico e nel sogno di dominio della camorra és la primera obra de l'escriptor italià Roberto Saviano. Publicat en 52 països, ha venut 2.250.000 còpies a Itàlia, i uns 10 milions en la resta del món, sent triat per la RAI com el llibre de l'any de 2008 a Itàlia.

## Argument
Saviano crea en forma de novel·la fets autobiogràfics, periodisme de recerca i anàlisi social per a descriure a la brega en les seves dimensions econòmiques, empresarials, socials i ambientals.
El llibre proposa comptar amb els mecanismes, els quals el món cercabregues de la Campània i de la perifèria napolitana ha estès els seus horitzons de negocis a nivell internacional, amb la complicitat de la classe política i empresarial. En el llibre apareixen històries de les principals famílies de la camorra, com són el Clan Di Lauro, els Nuvoletta, o el Clan dei Casalesi.

## Traduccions
Els drets Gomorra han estat adquirits en 33 països, situant-se en les llistes de supervendes a Alemanya, Països Baixos, Espanya, França, Suècia i Finlàndia, a més d'estar entre els 10 llibres més venuts en línia.

## Controvèrsia
L'èxit del llibre li ha generat a Saviano nombroses amenaces de mort provinents d'algunes de les principals xarxes mafioses. El mateix autor reconeix que l'èxit de la seva novel·la li ha condemnat a mort. Habitualment, Saviano és escortat per quatre carabinieri.
La vida de Roberto Saviano va canviar significativament després de la publicació del seu llibre "Gomorra". A causa de l'exposició detallada de les activitats criminals de la Camorra, Saviano va rebre amenaces de mort per part de la màfia napolitana. Des de llavors, ha viscut sota estrictes mesures de seguretat i protecció policial.
Les amenaces de la màfia contra Roberto Saviano han estat molt serioses i persistents. Des de la publicació de "Gomorra", Saviano ha viscut sota constant amenaça de mort. La màfia napolitana, en particular la Camorra, considera les seves revelacions i denúncies com un afront directe a les seves operacions i poder.
Les amenaces han estat tant verbals com escrites. Saviano ha rebut cartes i missatges intimidants que ho insten a cessar les seves denúncies i abandonar el seu treball. Aquestes amenaces han inclòs detalls sobre la seva vida personal, la seva ubicació i les formes en què podrien atacar-ho.
Com a resultat d'aquestes amenaces, Saviano ha estat sota protecció policial les 24 hores del dia durant anys. Ha hagut de viure en la clandestinitat i canviar constantment de residència per a mantenir la seva seguretat. Aquesta situació ha tingut un impacte significatiu en la seva vida personal i professional, limitant la seva llibertat i contacte amb el món exterior.
Malgrat les amenaces, Saviano ha continuat la seva lluita contra el crim organitzat i s'ha convertit en un destacat periodista i escriptor. Ha publicat diversos llibres relacionats amb el tema de la màfia i la corrupció, així com articles en importants mitjans de comunicació.
A més del seu treball periodístic, Saviano ha participat en xerrades i conferències internacionals, on aborda temes relacionats amb la màfia i el crim organitzat. També ha col·laborat en la producció de pel·lícules i programes de televisió basats en el seu llibre "Gomorra".
Malgrat les amenaces i els desafiaments als quals s'ha enfrontat, Saviano ha mantingut el seu compromís amb la denúncia del crim organitzat i la cerca de la justícia. La seva valentia i determinació ho han convertit en un símbol de la lluita contra la màfia a Itàlia i a l'estranger.

## Premis
- Premi Viareggio - Opera Prima 2006;
- Premi Giancarlo Siani 2006;
- Premi Ho Staniero 2006;
- Premi Elsa Morante - Narrativa Impegno Civile 2006;
- Premi "Stephen Dedalus" 2006;
- Premi Letterario Edoardo Kihlgren - Opera Prima 2006;
- Premi Tropea 2007;
- Premi Vittorini per l'impegno civile 2007.
- Premi Guido Dors 2007.
- Premi TG1 Benjamin 2007.

## Adaptacions
En 2008 es va realitzar una adaptació cinematogràfica, amb el mateix nom, dirigida per Matteo Garrone i produïda per la productora Fandango. La pel·lícula va ser de les més vistes de l'any a Itàlia: va aconseguir uns ingressos de deu milions d'euros aproximadament i va aconseguir el gran premi del jurat en el Festival de Cannes.
També en 2008 es va realitzar una adaptació per a teatre, per part del director Mario Gelardi, en la qual s'aprofundeix en algun dels personatges del llibre.
Al maig de 2014 es va estrenar la sèrie de televisió Gomorra: La sèrie, produïda per Sky Itàlia i sota la direcció de Stefano Sollima.